# Coryphantha vogtherriana
Coryphantha vogtherriana là một loài thực vật có hoa trong họ Cactaceae. Loài này được Werderm. & Boed. mô tả khoa học đầu tiên năm 1932.